# Fala (wojsko)
Fala – subkultura wojskowa funkcjonująca wśród żołnierzy odbywających zasadniczą służbę wojskową w Ludowym Wojsku Polskim (PRL) i Wojsku Polskim (III RP). Jej podstawą było tworzenie nieformalnej hierarchii opartej na długości stażu służby. Osoby o wyższym statusie posiadały przy tym przyzwolenie do stosowania agresywnych, sadystycznych i poniżających praktyk wobec młodszych stażem poborowych. Zjawisko to uległo zanikowi w pierwszej dekadzie XXI wieku wraz z zawieszeniem przymusowego poboru, jednak nie zostało całkowicie wyeliminowane.
Pozycja żołnierza w tej hierarchii zależy od stażu służby i wielkości cyfry, czy też inaczej liczby DDC, określającej ilość tzw. dni do cywila, czyli liczby dób, pozostałych żołnierzowi do momentu opuszczenia jednostki i zakończenia służby. Fala jest odpowiednikiem znanej w rosyjskiej armii diedowszczyny.

## Przyczyny
Tworzenie się subkultury fali wynika z jednoczesnego odbywania służby w ramach tego samego pododdziału przez żołnierzy powołanych do wojska w różnych terminach. Starsi stażem żołnierze („stare wojsko”, dzielące się na tak zwanych „dziadków”, inaczej „rezerwę” oraz stojącą nieco niżej w hierarchii „wicerezerwę”) stają się nieformalnymi przełożonymi rekrutów – „kotów”, „młodych”, „młodego wojska”. Działacz opozycji w PRL, dziennikarz i polityk Jarosław Kapsa, który odbył służbę wojskową w latach 1979–1981, powiedział:

Armia to niezwykle ciekawa instytucja pod względem socjologicznym. Każdy przed wojskiem myślał, że nie da się zgnębić i nie będzie gnębić innych. Po pewnym czasie okazywało się, że rzeczywistość jest inna. Przekraczając bramę jednostki, człowiek pozbywa się wszystkich praw, bo jest „kotem”. Po tym wstępnym szoku większość ludzi przyzwyczaja się i zaczyna to traktować jako coś zupełnie normalnego, pocieszając się, że za pół roku, za rok, to oni będą gnoić „koty”. W związku z tym nie istniał żaden większy opór wśród prześladowanych, a wręcz przeciwnie – pod naciskiem starszych „kot” dociskał „kota”.

## Zasady
Uczestnictwo w fali (teoretycznie rekrut ma do wyboru, czy „idzie regulaminowo”, czy „falowo”) wymusza na młodszych stażem żołnierzach wykonywanie pewnych czynności za lub dla starszych, na przykład robienie „dziadkom” herbaty, przynoszenie im papierosów, czyszczenie ich butów, wykonywanie za nich prac porządkowych i tym podobnych. Dla podkreślenia swojej pozycji w hierarchii, a także dla rozrywki, „stare wojsko” poniża „młode koty” i znęca się nad nimi poprzez różnego rodzaju „zabawy” i „ćwiczenia”. Typowe zabawy związane z falą to „pogrzeb peta” (lub zapałki), „szafa grająca”, „przycieranie ogona” („kotom”), czyszczenie toalet szczoteczką do zębów. Za uchybienia w wypełnianiu poleceń „wicerezerwy” (pełniącej rolę „nadzoru wykonawczego”) przewidziane są kary: do łagodniejszych należą pompki i przysiady, do drastyczniejszych „karczycho” (uderzenie dłonią w kark), „blacha” (uderzenie otwartą dłonią w czoło), „kręcenie wora” (skręcanie moszny).
Oprócz zjawisk o wydźwięku negatywnym, związanych z wymuszaniem na „młodym wojsku” pewnych zachowań przez „starych” żołnierzy, są także zwyczaje i zachowania, które – choć pozaregulaminowe – na ogół nie wywołują niczyjego sprzeciwu. Należy do nich na przykład głośne „meldowanie cyfry” w stołówce żołnierskiej po spożyciu obiadu (to jest ogłaszanie, ile dni zostało jeszcze do wyjścia z wojska – w myśl powiedzenia: obiad zjedzony, dzień zaliczony); inny zwyczaj, tak zwany złoty rejon, nakazywał „starym” w ostatnim dniu służby, w przeddzień wyjścia do cywila, wspólne generalne sprzątanie głównego korytarza koszar (w pozostałe dni czynność tę – w ramach tak zwanego sprzątania rejonów – wykonują teoretycznie wszyscy żołnierze na podstawie ustalonego grafiku, w którym jednak zazwyczaj ujęci są tylko ci z młodszych poborów).
Żołnierze, którzy nie chcą poddać się zasadom fali („idą regulaminowo”), również są karani na najróżniejsze sposoby (zwykle zgodne z regulaminem służby, ale maksymalnie dolegliwie), a także poddawani ostracyzmowi środowiskowemu.

## Różnorodność
Fala nie jest jednolita w całym wojsku. W różnych jednostkach, formacjach, pododdziałach ma różną formę. Różnice w formie objawiają się różnym nazewnictwem (na przykład w niektórych jednostkach jest „kot”, w innych „młody”, a w innych „bolek”), różnym podziałem na fale (na przykład prosty: kot, wicerezerwa, rezerwa lub bardziej rozbudowany: kot, filc, wicerezerwa, rezerwa, cywil), a także różnymi zwyczajami (na przykład w niektórych pododdziałach „bolek” musi uzyskać pozwolenie na sen od tylko jednego dowolnego dziadka, w innych od wszystkich dziadków z plutonu, a w jeszcze innych od wszystkich dziadków z całej kompanii). Na formę fali w danym pododdziale ma wpływ wiele czynników. Najbardziej znacząca jest forma fali zastana przez młodych żołnierzy, a oprócz tego znaczenie ma również środowisko (na przykład inteligencja lub rodzina patologiczna) z jakiego pochodzą żołnierze, normy społeczne uznawane przez żołnierzy (na przykład miłośnik „ładu policyjnego” lub kryminalizmu) przed trafieniem do wojska, a także rodzaj jednostki (jednostki elitarne o rozbudowanym programie szkolenia charakteryzowały się mniej nasiloną falą, podobnie jednostki techniczne i tym podobne, gdzie istniała silniejsza selekcja żołnierzy), organizacja jednostki (na przykład liczba „trepów” zajmujących się porządkiem na kompaniach w godzinach 15:00–07:00) i jej położenie w terenie (w mieście „na widoku” lub w lesie „daleko od cywilizacji”), a także ustawowy czas trwania służby wojskowej.
Najbardziej rozbudowana fala istniała pod koniec lat 80. XX wieku, kiedy obowiązywała 2-letnia służba zasadnicza. W skład fali wchodzili wtedy:
- misie,
- koty (rzadziej bolki lub bociany),
- filce (ogony lub dekle),
- wicerezerwa (wicki),
- rezerwa (dziadki, aluminiacy),
- cywile.

Misiami byli żołnierze do przysięgi wojskowej (zwykle pierwsze 3 tygodnie służby), którzy nie podlegali w pełni rygorom falowym, ponieważ byli odizolowani od reszty żołnierzy. Obowiązkiem misiów były prace porządkowe w swoim otoczeniu oraz nauka zasad fali. W sytuacjach konfrontacyjnych uznawani byli za stojących niżej od kotów.
Kotami byli żołnierze od przysięgi wojskowej do przycinki (odbywała się ona, kiedy do jednostki przychodzili żołnierze nowego poboru po złożeniu przysięgi, zwykle w okolicach końca 6. miesiąca służby kota). Koty musieli wykonywać rozkazy wyższych fal (wicerezerwy i rezerwy), utrzymywać porządek w jednostce (sprzątanie, czyszczenie i tak dalej), jak również umundurowanie ich musiało być w pełni zgodne z regulaminem. Obowiązkiem kotów było także wykonywanie posług na rzecz rezerwistów (na przykład zakupy, przynoszenie posiłków) i realizowanie ich poleceń (nawet wiążących się z upokarzającymi czynnościami). Ponadto koty mogły podlegać innym ograniczeniom (na przykład nakaz poruszania się biegiem, zakaz leżenia przed capstrzykiem). Z części ograniczeń i obowiązków mógł być wyłączony kot pełniący funkcje lub mający umiejętności cenione przez rezerwistów. Ponadto kot jako nagrodę mógł uzyskać od rezerwistów czasowe zwolnienie z części lub całości ograniczeń i obowiązków.
Filcami byli żołnierze od przycinki do obcinki (odbywała się ona, kiedy do jednostki przychodzili żołnierze nowego poboru po złożeniu przysięgi, zwykle w okolicach końca 12. miesiąca służby filca). Filce byli zwolnieni z najuciążliwszych obowiązków porządkowych, mieli także prawo do pewnych odstępstw od regulaminu w umundurowaniu. Ponadto filce zwykle nie musieli wykonywać posług dla rezerwistów oraz byli zwolnieni z poddawania się upokarzającym rytuałom. Filce także nie podlegali części ograniczeń kotów (na przykład nie musieli poruszać się biegiem, mogli pod pewnymi warunkami leżeć przed capstrzykiem). Filc wyróżniający się w oczach rezerwy mógł otrzymać prawo do wydawania poleceń kotom (ścigania) jednorazowego lub przez krótki czas. Z części ograniczeń i obowiązków mógł być wyłączony filc pełniący funkcje lub mający umiejętności cenione przez rezerwistów.
Wicerezerwistami byli żołnierze od obcinki do około 18 miesiąca swojej służby. Wicki nie wykonywali prac porządkowych i mieli prawo do znacznych odstępstw od regulaminu w umundurowaniu, jak również nie podlegali ograniczeniom kotów i filców. Obowiązkiem wicków było wydawanie bezpośrednich poleceń kotom i filcom (polecenia wickom wydawali z kolei rezerwiści) oraz ich egzekwowanie.
Rezerwistami byli żołnierze od około 18 miesiąca swojej służby do 50. dnia przed końcem służby. Rezerwiści mieli prawo do największych odstępstw od regulaminu w umundurowaniu, jak również do wydawania poleceń młodszym żołnierzom. Rezerwiści nie wykonywali żadnych prac porządkowych. Na 150 dni przed końcem służby rezerwista zaczynał nosić w ręcznie uszytym woreczku specjalnie ozdobiony centymetr krawiecki (falomierz), z którego codziennie obcinał odcinek 1 cm począwszy od 150 cm – falomierz był tak umieszczony w woreczku, że była widoczna liczba centymetrów oznaczająca dzień do końca służby (cyfra, czyli liczba Dni Do Cywila, czyli DDC). W zależności od jednostki rytuał ten mógł być połączony z publicznym wykrzykiwaniem liczby dni do końca służby, powtarzaniem określonych wierszyków, piciem alkoholu, specjalnym ściganiem kotów przy określonych liczbach DDC.
Cywile to żołnierze w ostatnich 50 dniach służby. Cywile w zasadzie nie wydawali poleceń młodszym żołnierzom (zazwyczaj rezerwiści wydawali polecenia kotom, aby ci dbali o wszystkie potrzeby cywili). Cywile nosili umundurowanie zgodne z regulaminem poza kilkoma charakterystycznymi szczegółami dozwolonymi wyłącznie dla nich i pozwalającymi na odróżnienie ich od kotów oraz misiów. Ponadto cywile wykonywali niektóre osobiste prace porządkowe (na przykład słanie łóżek) – wykonywano te prace, które były charakterystyczne dla życia cywilnego. Cywile sporządzali osobiście chusty ozdobione rysunkami, pomponami i tak dalej (nosili je przez kilka pierwszych dni po zakończeniu służby). Czasami także cywile na około 10 dni przed końcem służby pozbywali się woreczka na falomierz i zaczynali nosić centymetr w kieszeni. Woreczek przeważnie przekazywali swoim „wnuczkom” czyli żołnierzom o rok młodszym służbą.
W jednostkach, gdzie służba zasadnicza trwała 3 lata powyższy podział zazwyczaj nie obowiązywał, ponieważ fala w jednostkach o takim okresie służby zasadniczej przeważnie miała charakter ograniczony. W sytuacji, kiedy podział obowiązywał, to poszczególne okresy były proporcjonalnie wydłużone.
W okresie, kiedy skracaniu ulegała służba zasadnicza, podział falowy ulegał stopniowemu upraszczaniu (najpierw skracał się czas trwania poszczególnych okresów, a potem łączono sąsiednie okresy w jeden). Pod koniec istnienia zasadniczej służby wojskowej fala przyjęła uproszczony podział na dwa szczeble:
- młodzi (koty) – dawni misie, koty i filce;
- starzy (dziadki) – dawna wicerezerwa, rezerwa i cywile.

Na czele fali w danej jednostce stał król fali (prezes fali lub cesarz fali) wybierany przez rezerwistów (dziadków) ze swego grona w momencie, kiedy dotychczasowy żołnierz pełniący tę rolę stawał się cywilem (w znaczeniu falowym; kiedy podział uległ uproszczeniu, to wybory odbywały się na określoną liczbę dni przed końcem jego służby). W zależności od charakteru jednostki znaczenie tej funkcji było różne – od czysto tytularnego (o fali decydował wspólnie ogół rezerwistów/dziadków) do dyktatorskiego.
Z fali byli wyłączeni staluchy (stalowcy lub rzadziej drewniaki) – żołnierze, którzy zadeklarowali nieuczestniczenie w fali lub zostali z niej wyłączeni za poważne przewinienia. Stalowcy w pełni podlegali wymogom regulaminów (na przykład regularne służby porządkowe, stan umundurowania i tak dalej), a uczestnicy fali starali się im maksymalnie uprzykrzać życie nie wykraczając jednak poza regulaminy. Czasami po spełnieniu określonych wymogów taki żołnierz mógł wejść w obręb fali.
Żołnierze, którzy zostali przeznaczeni do uzyskania stopnia kaprala (z możliwością awansu na stopień starszego kaprala) po przysiędze wędrowali na szkolenie podoficerskie, gdzie mogli być traktowani przez przełożonych w sposób charakterystyczny dla stalowców. Po zakończeniu szkolenia (około 12 miesiąca służby) i znalezieniu się w jednostce falowej podlegali odrębnej fali niż ogół żołnierzy.

## Inne
Zjawisko fali w wojsku związane jest poprzez hierarchię żołnierzy z psychicznym i fizycznym znęcaniem się starszych stażem żołnierzy nad młodszymi, co jest niezgodne z polskim prawem. W historii Wojska Polskiego dochodziło do wypadków kiedy fala skutkowała fizycznym okaleczeniem żołnierza, co powodowało procesy sądowe i penalizację sprawców, a także skutkowało wypłaceniem odszkodowania ofiarom przez Skarb Państwa. Po zakończeniu przymusowego poboru, fala w Wojsku Polskim praktycznie przestała istnieć. Zjawisko fali zaobserwować można również w szkołach oraz internatach. W wojsku rosyjskim zjawisko brutalnej fali skutkowało masowymi samobójstwami, co doprowadziło do powstania Komitetu Matek Żołnierzy Rosji w celu walki o prawa człowieka w wojsku.